# General Electric CF6
El General Electric CF6 es una familia de motores turbofán de alta derivación fabricados por la compañía estadounidense General Electric a partir del motor General Electric TF39, que impulsa una gran variedad de aviones civiles en la actualidad. El núcleo del motor supone la base de las turbinas de gas turboeje LM2500, LM5000 y LM6000.
La compañía fabricante tiene previsto sustituir esta gama de motores por los más modernos General Electric GEnx.

## Desarrollo
Después del éxito logrado a finales de los años 1960 con el motor General Electric TF39 diseñado para equipar al Lockheed C-5 Galaxy, la compañía General Electric desarrolló un modelo más potente para uso civil que se convirtió en el CF6, y los ofreció para que equiparan a dos modelos de avión que estaban siendo desarrollados en ese momento, el Lockheed L-1011 TriStar y el Douglas DC-10; aunque la Lockheed finalmente lo rechazó para el TriStar en favor del Rolls-Royce RB211, la Douglas si que se sintió atraída por el motor, y finalmente acabó equipando al DC-10, entrando en servicio por primera vez en 1971.
El CF6 fue seleccionado tiempo después para equipar al Boeing 747, y más tarde para los Airbus A300, A310, A330, Boeing 767 y McDonnell Douglas MD-11.

## Aplicaciones

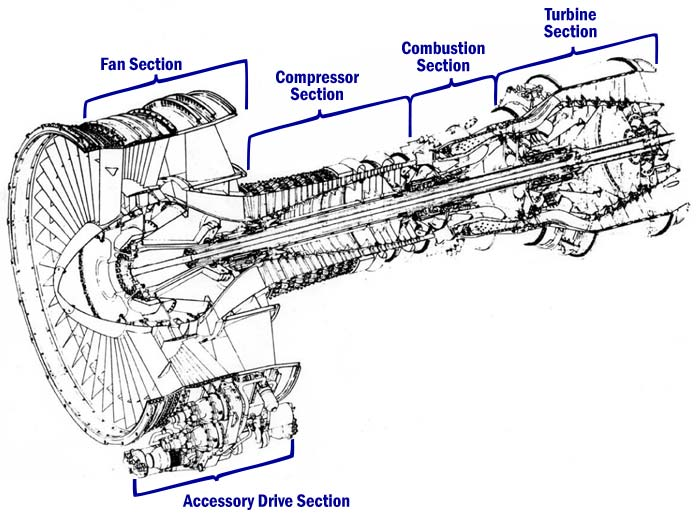
Dibujo esquemático del motor General Electric CF6.

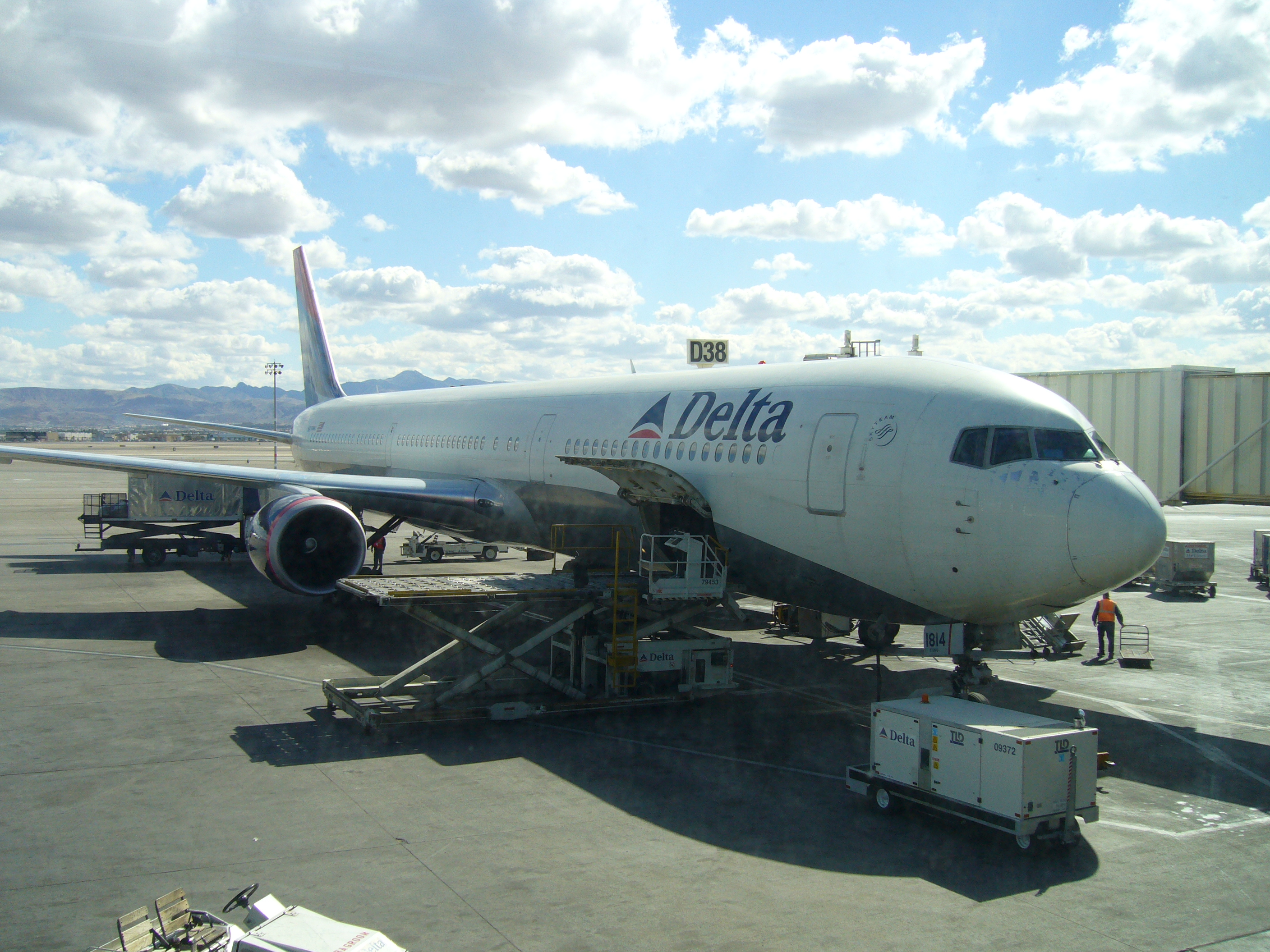
Boeing 767-400ER de la compañía estadounidense Delta Air Lines equipado con motores General Electric CF6-80C2.

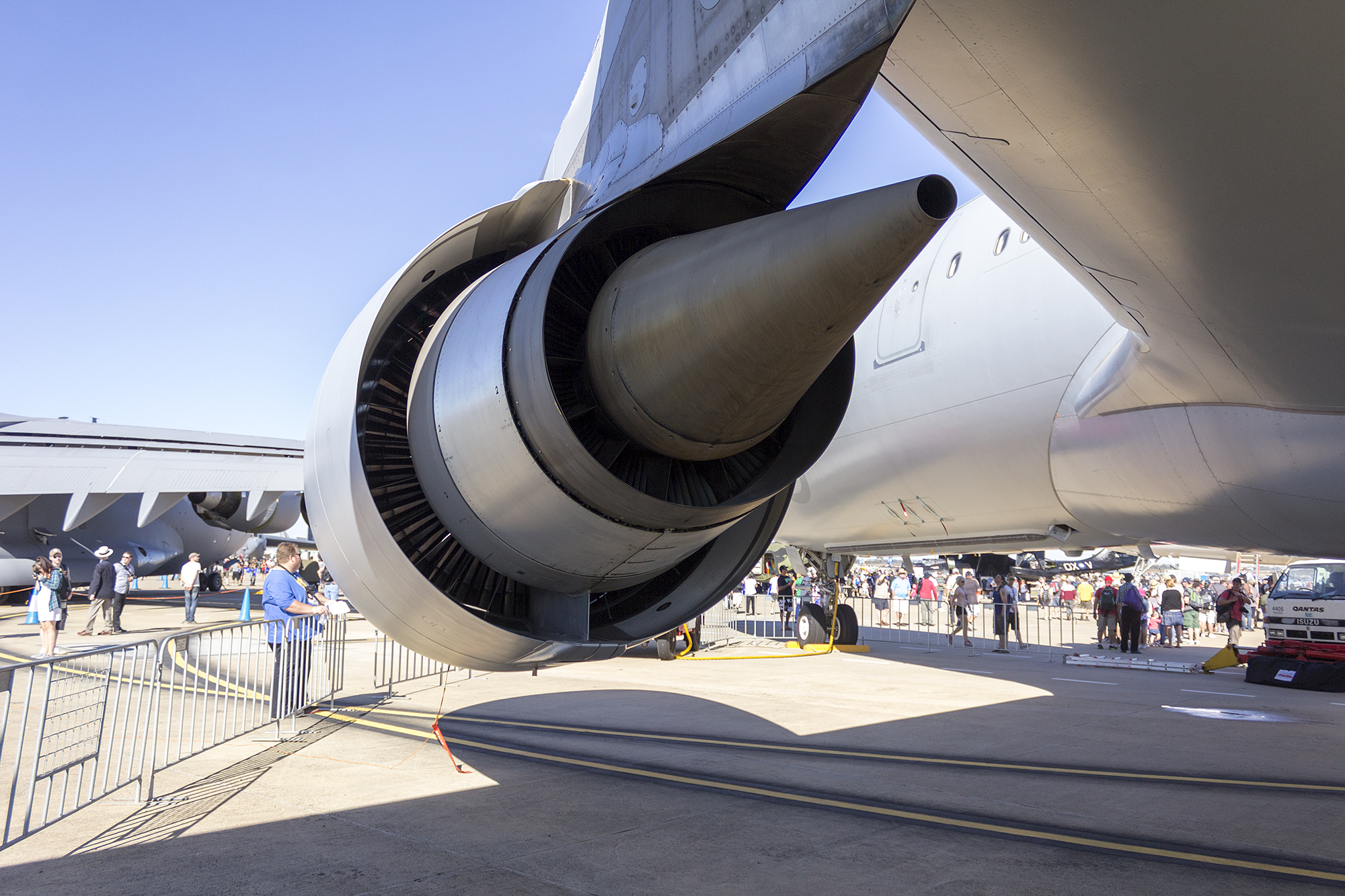
Cono de escape puntiagudo de un motor CF6-80E1A3

| CF6-6 - McDonnell Douglas DC-10-10 CF6-45 - Boeing 747-100SR CF6-50 - McDonnell Douglas DC-10 - McDonnell Douglas DC-10-30 - KC-10 Extender - Boeing 747 - Boeing 747-200 - Boeing 747-300 - Boeing E-4B - Airbus A300 - Boeing YC-14 CF6-80A - Boeing 767 - Airbus A310 | CF6-80C2 - Boeing 767 - E-10 MC2A - Boeing E-767 - Boeing KC-767 - Boeing 747 - Boeing 747-300 - Boeing 747-400/-400ER - Boeing VC-25 (Air Force One) - Lockheed C-5M Galaxy - McDonnell Douglas MD-11 - Airbus A300-600 - Kawasaki C-2 CF6-80E1/E2 - Airbus A330 |

### Motores similares
- Rolls-Royce RB211
- Rolls-Royce Trent 700
- Pratt & Whitney JT9D
- Pratt & Whitney PW4000
- Progress D-18T

### Listas relacionadas
- Anexo:Motores aeronáuticos